# Teoria da matriz S
Teoria da matriz S ou matriz dispersa para campos sem massa foi uma proposta para substituir a teoria quântica de campos local como o princípio básico da física de partículas elementares. Ela evitou a noção de espaço e tempo, substituindo-a por propriedades matemáticas abstratas da matriz S. Na teoria da matriz S, a matriz S relaciona o passado infinito ao futuro infinito em uma única etapa, sem ser decomponível em etapas intermediárias correspondentes a intervalos de tempo.
A teoria da matriz S está relacionada ao princípio holográfico e à correspondência AdS/CFT por um limite de espaço plano. O análogo das relações da matriz S no espaço AdS é o limite teoria conforme.

## Aplicações
A matriz S pode ser usada como uma abordagem para a gravidade quântica usando um modelo que mais se aproxima da nossa realidade. A matriz S no espaço de De Sitter para o cenário mais simples, envolvendo partículas livres e que não interagem.